# Cvetan
Cvetan (in cirillico: Цветан) è un nome proprio di persona bulgaro maschile.

## Varianti
- Femminili: Цветанка (Cvetanka)[1], Цветана (Cvetana), Цвета (Cveta)[1]

## Origine e diffusione
Si basa sul termine bulgaro Цветан (cvetan), che significa "colore" o "fiore"; nel secondo caso ha lo stesso significato dei nomi Fiore, Flora, Xochitl, Zahra, Bluma e Antea.
Nella traslitterazione del nome in inglese (e in altre lingue) la Ц iniziale diviene "Ts" e non "C".

## Onomastico
Il nome è adespota, cioè non è portato da alcun santo, quindi l'onomastico ricade il 1º novembre ad Ognissanti.

## Persone

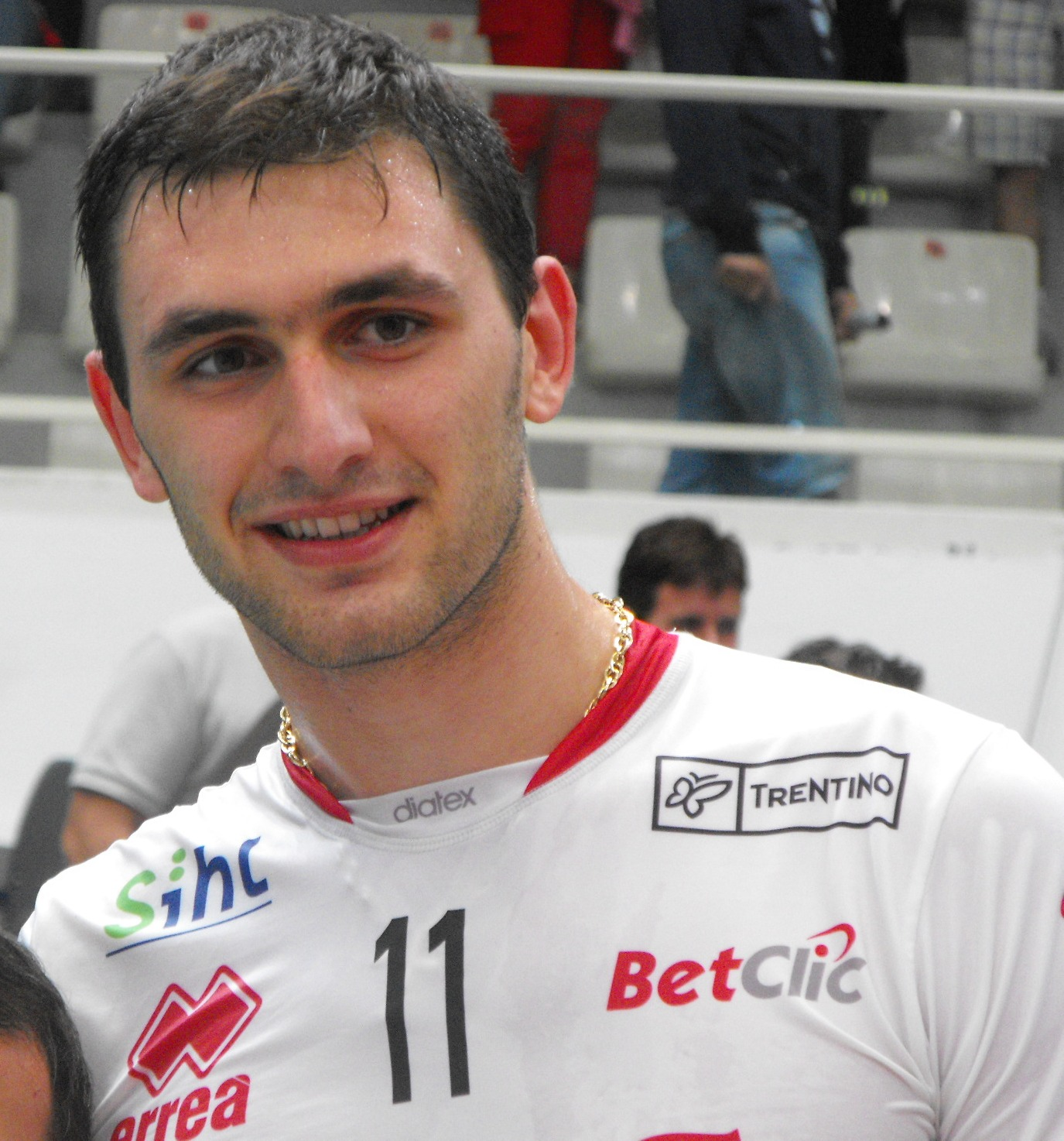
Cvetan Sokolov

- Cvetan Atanasov, calciatore bulgaro
- Cvetan Genkov, calciatore bulgaro
- Cvetan Sokolov, pallavolista bulgaro
- Cvetan Todorov, filosofo e saggista bulgaro

### Varianti femminili
- Cvetana Dekleva, cestista jugoslava
- Cvetanka Hristova, atleta bulgara
- Cveta Kalejnska, scrittrice, modella e consulente marketing bulgara
- Cvetana Pironkova, tennista bulgara